# Leptomastix longicornis
Leptomastix longicornis är en stekelart som beskrevs av Muhammad Sharif Khan och Shafee 1975. Leptomastix longicornis ingår i släktet Leptomastix och familjen sköldlussteklar. Inga underarter finns listade i Catalogue of Life.